# Otonoma
Otonoma là một chi bướm đêm thuộc họ Cosmopterigidae.